# Javier Alatorre
Javier Alatorre Soria (Navojoa, Sonora; 15 de enero de 1961) es un periodista y locutor mexicano. Conduce el noticiero nocturno Hechos de Fuerza Informativa Azteca en México para TV Azteca y otros noticieros en la radio. 
Ha sido corresponsal en África, Cercano Oriente, Europa, Asia, Centro y Sudamérica. En 2011 el concepto Azteca Noticias, comandado por Alatorre, lanza nuevos contenidos.

## Biografía
Nacido el 15 de enero de 1961, en Navojoa, Sonora; se desempeñaba como reportero (mientras estudiaba la preparatoria) en Imevisión (entonces canal de televisión gubernamental, posteriormente privatizado y convertido en TV Azteca).

## Estudios
Inicialmente, indeciso sobre qué carrera universitaria elegir, Alatorre comenzó estudios de Derecho en la Universidad Nacional Autónoma de México y de Economía en la Universidad Autónoma Metropolitana, finalmente se decidió a estudiar Comunicación Social en la UAM-Xochimilco, puesto que en Canal 13 formaba parte de la redacción de la sección de noticias internacionales.

## Trayectoria

### Televisión
Javier Alatorre se desempeñaba como reportero en Imevisión, donde destacó su participación en la narración del Terremoto de México de 1985.
Formalmente empezó a conducir el noticiero estelar nocturno de en ese entonces Azteca Trece el 21 de febrero de 1994, revolucionando la manera de presentar noticias con el espacio Hechos Noche. Es el único conductor de la televisión mexicana que se da el lujo de abrir el horario de noticias prime time con una historia de vida y mover la aguja del índice de audiencia.
“Esta noche en Hechos…”, la frase diaria de apertura de su noticiario nocturno, es ya un trademark para TV Azteca y un referente a nivel nacional para los televidentes que buscan la información y carisma de Javier. Creó el noticiero televisivo “Hechos” del cual es conductor desde 1994 y también es creador posteriormente del concepto informativo "Fuerza Informativa Azteca". Hechos es el noticiero estelar de Televisión Azteca, el cual ha logrado romper récords de audiencia gracias al inigualable carisma para comunicar las noticias de Javier, lo cual lo coloca como uno de los símbolos del periodismo nacional. Originario de Navojoa, Sonora, empezó en Azteca como mensajero, donde se enamoró del periodismo. De ahí pasó a ser redactor y redactor de información internacional, y a los 20 años empezó a coordinar el noticiario de la noche. Ha sido corresponsal de guerra, director y conductor de innumerables programas de investigación, conductor de programas de radio y entrevistador de figuras mundiales. Ha impulsado la carrera de otros periodistas importantes como Jorge Zarza, Ramón Fregoso, Ana Winocur, entre muchos otros.

### Radio
En el año 2004 estrena el noticiero de radio en la estación Reporte 98.5, de Grupo Imagen, tras cinco meses de ausencia Alatorre vuelve a la radio noticiosa con la conducción de Radio Trece Noticias (12:90 de AM) en el horario de las 13:00 a 15:00 horas.
Tras varios años de ausencia en la radio, el 2 de octubre de 2017, Javier Alatorre regresa junto con Ana María Lomelí, Eduardo Ruiz y Blanca Martínez "La Chicuela" en un programa de radio para la cadena de "La Bestia Grupera" y "Súper" de Grupo Radiorama.
En 2021 se cambia su noticiario "Las Noticias con Javier Alatorre" por el Heraldo Radio 98.5.

## Reconocimientos
1999: Recibe el reconocimiento “Navajoense distinguido” en el Primer Festival de Otoño de Navojoa.
2008: Recibe el premio Sol de Oro, por la conducción de Hechos.
2010: Recibe el Premio Nacional de Periodismo.